# Tres Valles
Tres Valles es una localidad del estado mexicano de Veracruz. Es cabecera del municipio de Tres Valles.

## Demografía
| Censo | Población |
| ----- | --------- |
| 1921  | 791       |
| 1930  | 2 529     |
| 1940  | 1 371     |
| 1950  | 3 175     |
| 1960  | 5 237     |
| 1970  | 11 805    |
| 1980  | 10 126    |
| 1990  | 15 635    |
| 1995  | 18 078    |
| 2000  | 17 558    |
| 2005  | 16 030    |
| 2010  | 17 299    |
| 2020  | 16 758    |